# بیورن امرلینگ
بیورن امرلینگ (انگلیسی: Björn Emmerling؛ زادهٔ ۱۶ نوامبر ۱۹۷۵) بازیکن هاکی روی چمن اهل آلمان است.